# Uncharted (película)
Uncharted es una película estadounidense de aventura, fantasía, comedia y acción dirigida por Ruben Fleischer y basada en la serie de videojuegos Uncharted, creada por Amy Hennig para Naughty Dog. Su guion, escrito por Art Marcum y Matt Holloway, narra los orígenes de los cazarrecompensas Nathan Drake y Victor Sullivan, y sirve como una precuela de los videojuegos. La película es protagonizada por Tom Holland, Mark Wahlberg, Sophia Ali, Tati Gabrielle y Antonio Banderas. Fue lanzada el 11 de febrero de 2022 bajo la distribución de Sony Pictures Releasing.

## Argumento
Una noche, un joven llamado Nathan Drake y su hermano, Sam Drake, ingresan en el interior de un museo local para robar el primer mapa del mundo, realizado por la Expedición de Magallanes y Elcano. Sin embargo, y para mala suerte de ambos, son descubiertos y arrestados por los guardias de seguridad del museo. Poco después, un oficial de policía lleva a ambos hermanos Drake de regreso al orfanato que los alberga y como ya es la tercera vez que los capturan, la hermana que dirige el orfanato no tiene más remedio que echar a Sam del lugar y ponerlo bajo custodia de la policía, para que este sea llevado a prisión, mientras que por otro lado, Nathan es obligado a quedarse en el orfanato castigado. Ante esta situación, Nathan va a su habitación para despedirse de su hermano, pero al llegar descubre Sam está saliendo a escondidas por la ventana, para evitar ir a prisión y le promete a su hermano menor que algún día volverá por él. Como última voluntad antes de separarse, Sam le deja un anillo perteneciente a su antepasado, Sir Francis Drake, el cual lleva una inscripción en latín que dice: "Sic Parvis Magna" ("La grandeza nace de pequeños comienzos") junto con su viejo zippo. Posteriormente, Sam sale por la ventana y desaparece en medio de la noche.
Quince años después, Nathan ahora trabaja como barman en un bar de la ciudad de Nueva York, donde también se dedica a robarle ciertos objetos de forma secreta a sus clientes adinerados. En uno de esos robos es abordado por un sujeto llamado Victor "Sully" Sullivan, un cazador de tesoros que trabajó anteriormente con Sam rastreando el tesoro escondido por la tripulación de Magallanes y le explica a Nathan que Sam desapareció tras ayudarlo a robar el diario de Juan Sebastián Elcano. Nathan, que tiene varias postales que Sam le envió a lo largo de los años, acepta ayudar a Sully a encontrar a su hermano. Sully y Nathan acuden a una subasta para robar una cruz de oro vinculada a la tripulación de Magallanes. Allí, la pareja se encuentra con Santiago Moncada, el último descendiente de la familia Moncada (que financió la expedición original), y con Jo Braddock, líder de los mercenarios contratados por Moncada. Los hombres de Braddock tienden una emboscada a Nathan, y la pelea que se produce crea una distracción para que Sully (disfrazado de subastador) robe la cruz.
Poco después, el dúo viaja a Barcelona, donde supuestamente está escondido el tesoro y se reúne con una joven llamada Chloe Frazer, un contacto de Sully y también cazadora de tesoros, que tiene la otra cruz que buscan, pero esta última les roba la primera cruz a Nathan, hasta que finalmente la detienen y de todas formas, ambos la convencen de que trabajen juntos. Mientras tanto, Moncada se enfrenta a su padre, Armando, al enterarse de que la fortuna familiar va a ser donada; después de que Armando declare que su hijo no es digno de heredarla, por lo que Moncada ordena a Braddock que lo mate. Mientras tanto Nathan, Chloe y Sully siguen las pistas del diario de Elcano hasta llegar a la Iglesia de Santa María del Pino, donde consiguen encontrar una cripta secreta detrás del altar. Nathan y Chloe entran y encuentran una trampilla, pero al abrirla, la cripta se inunda de agua. Sully consigue a duras penas ayudarlos a escapar después de vencer momentáneamente a Braddock en una emboscada. Utilizando las dos cruces para desbloquear un pasaje secreto, Nathan y Chloe encuentran el mapa original que indica que el tesoro está en Filipinas. Sin embargo, Chloe le revela a Nathan la verdad sobre lo que realmente le pasó a Sam, de la cual Sully no le ha mencionado nada desde el principio y luego lo traiciona, ya que esta había sido contratada originalmente por Moncada y se lleva el mapa y las dos cruces, dejando a Nathan inconsciente en la cámara secreta.
Poco después, Sully se reúne con Nathan y este último le exige a Sully decirle toda la verdad sobre lo que realmente le pasó a su hermano y este le confiesa que después de ambos recuperaran el diario de Elcano, fueron emboscados por Braddock y sus guardias, donde en pleno escape Sam recibió un disparo mortal y Sully se vio obligado a escapar con el diario, abandonando a Sam a su suerte y dándolo por muerto en aquel incidente. Al enterarse de esto, Nathan se enoja con Sully, ya que este le había mentido desde el principio, diciendo que supuestamente había perdido contacto con Sam, cuando en realidad este último había muerto. Igualmente, Nathan decide terminar la expedición que Sam empezó para honrar su memoria y también elige ayudar de mala gana y a regañadientes a Sully. Mientras tanto, Moncada, Chloe y el equipo de Braddock parten en un avión de carga para encontrar el tesoro, pero Braddock en el último momento traiciona a Moncada y lo mata, ya que ella no tiene interés de compartir el tesoro. También admite que no quiere dejar cabos sueltos y ordena al resto de los guardias que ejecuten a Chloe, quien rápidamente trata de huir con el mapa y las dos cruces. Por otro lado, Nathan y Sully se esconden en la cajuela del auto de Moncada y consiguen subir al avión para intentar recuperar el mapa. Nathan se enfrenta a Braddock mientras Sully salta en paracaídas y huye de la escena. Por otro lado Nathan se cae del avión junto con Chloe, la cual consigue escapar con el mapa y las dos cruces, tras presenciar la muerte de Moncada y ambos aterrizan en el océano cercano a las Filipinas, donde rápidamente llegan hasta un hotel local por casualidad y se dan cuenta de que el mapa no señala la ubicación exacta del tesoro. Tras suponer que Sam pudo haber dejado alguna pista oculta en las postales que le envió, Nathan comienza a buscar alguna pista en estos con la ayuda de Chloe, pero no tienen éxito en encontrar ninguna pista en las postales. Unas horas después, Chloe decide irse a dormir y deja a Nathan que siga buscando por su cuenta, pero luego de recordar una antigua conversación que tuvo con su hermano, este concluye que la pista oculta está en una de las postales escrita con tinta invisible, la cual descubre usando la llama del zippo de Sam y finalmente encuentra la ubicación exacta del tesoro, con la ayuda de las dos cruces como brújula. 
Estando algo inseguro sobre la lealtad de Chloe, especialmente después de lo que pasó en Barcelona previamente, Nathan decide dejarle anotadas unas coordenadas falsas, para así distraerla de la ubicación real, mientras que este con las coordenadas originales llega hasta el lugar donde se encuentran los barcos de Magallanes con todo el tesoro, donde también se reúne en última instancia con Sully. Sin embargo, Braddock los sigue, obligando a Nathan y a Sully a esconderse mientras su tripulación transporta por aire las dos embarcaciones.
En su huida, Sully comanda uno de los helicópteros, lo que hace que Braddock ordene al otro helicóptero que se acerque para realizar un abordaje. Nathan se defiende de sus mercenarios y derriba el otro helicóptero con uno de los cañones de la nave. Braddock suelta el ancla del barco mientras Nathan sube al helicóptero. Sully lanza una bolsa con el tesoro recogido a Braddock, que muere aplastada cuando el barco se rompe y cae. Cuando llegan las autoridades de Filipinas, Nathan y Sully escapan en el helicóptero con unas pocas piezas del tesoro robado, mientras que Chloe por su parte los ve desde su bote y se da cuenta de que fue engañada por Nathan y también admite que se quedó con las manos vacías y decide seguir al dúo.
En una escena a mitad de créditos, se nos muestra a unos hombres presos en lo que parece ser una prisión de un barco, donde uno de estos prisioneros esta escribiendo unas cartas, con un mensaje diciendo: "No sé si realmente te llegan, Nathan" y donde se muestra que este las firma con la letra "S", revelando que se trata de Sam Drake y que este no murió en la búsqueda del diario de Elcano como Sully mencionó previamente.

## Reparto
- Tom Holland como Nathan «Nate» Drake, un joven cazarrecompensas que asegura ser descendiente del corsario inglés Francis Drake.
- Tiernan Jones como el joven Nathan Drake.
- Mark Wahlberg como Victor «Sully» Sullivan, un veterano cazarrecompensas mentor de Nathan y que trabajo en el pasado con Sam Drake.
- Antonio Banderas como Santiago Moncada, un aristócrata español de una poderosa familia influyente en la historia de España y antagonista de la cinta.
- Sophia Taylor Ali como Chloe Frazer, una joven cazarrecompensas quién es el interés amoroso de Nathan.
- Tati Gabrielle como Jo Braddock, una mercenaria líder de un ejército de paramilitares contratados por Moncada.
- Manuel de Blas como Armando Moncada, Padre de Santiago.
- Rudy Pankow como Sam Drake, el hermano perdido de Nathan.
- Steven Waddington como el Scotsman.
- Pingi Molí como Hugo.
- Pilou Asbæk como Cage.

## Producción

### Desarrollo y preproducción
En 2008, el productor Avi Arad anunció que se encontraba trabajando con Sony en una adaptación de Uncharted. Poco después, Columbia Pictures confirmó la producción de la película; inicialmente, Thomas Dean Donnelly y Joshua Oppenheimer serían los encargados de escribir el guion. A lo largo de 2009, se estuvieron trabajando ideas para la película de forma que fuera cohesiva con el desarrollo de los videojuegos por parte de Naughty Dog. El estudio posteriormente mostró su aprobación por cómo se estaba trabajando el filme. En octubre de 2010, Columbia Pictures reveló que David O. Russell había sido seleccionado como director y guionista de la película, la cual sería una adaptación de Uncharted: El tesoro de Drake. Luego de ello, el actor Nathan Fillion mostró su interés en interpretar al personaje principal de Nathan Drake, pero Russell rápidamente descartó la idea. Un mes después, en noviembre, el actor Mark Wahlberg confirmó en una entrevista con MTV que había sido seleccionado para el rol principal, y que la filmación daría inicio a mediados de 2011. Asimismo, mencionó que Russell estaba tratando de involucrar a actores como Robert De Niro y Joe Pesci. Sin embargo, en mayo de 2011, Russell abandonó el proyecto debido a que estaría dirigiendo la película Silver Linings Playbook (2012). Semanas más tardes, se confirmó que Neil Burger sería su reemplazo. No obstante, en agosto de 2012, Burger también abandonó el proyecto para dirigir la película Divergente (2013). Luego de ello, el estudio contrató a Marianne y Cormac Wibberley para reescribir el guion. También se contactaron con Seth Rogen y Evan Goldberg para que reescribieran el guion, pero ambos se negaron en reiteradas ocasiones. En febrero de 2014, se anunció que Seth Gordon sería el nuevo director del filme, mientras que David Guggenheim sería el encargado de escribir el guion. La producción del filme tenía previsto iniciar a principios de 2015, con un lanzamiento programado para el 10 de junio de 2016. En noviembre de 2014, Wahlberg se retiró del proyecto, alegando que ya no estaba en edad de interpretar a un personaje aventurero. Tras esto, el rol de Nathan Drake se le ofreció a Chris Pratt, pero este declinó la oferta. En junio de 2015, Gordon también abandonó el proyecto para dirigir Baywatch (2017).
En abril de 2015, el guion escrito por David Guggenheim se filtró durante un robo de información que sufrió Sony Pictures. En agosto de ese año, la compañía retrasó el lanzamiento del filme hasta el 30 de junio de 2017. En julio de 2016, se confirmó que Joe Carnahan se encontraba escribiendo el nuevo guion para el filme. Poco después, Sony suspendió su lanzamiento por no contar con un director ni un reparto, pero aseguraron que aún realizarían la película. En octubre de 2016, se confirmó que Shawn Levy sería el nuevo director, y que la filmación daría inicio en 2017. En enero de 2017, se confirmó que el guion ya estaba listo. Poco después, el actor Tom Holland fue seleccionado para interpretar el papel de Nathan Drake. En diciembre de 2018, Levy anunció su retiro como director del filme para trabajar en Free Guy. En enero de 2019, Dan Trachtenberg fue anunciado como su reemplazo. Meses más tarde, se anunció que la película estrenaría el 18 de diciembre de 2020. En agosto de 2019, Trachtenberg también se retiró del proyecto, y la filmación fue aplazada hasta inicios de 2020. Un mes después, Travis Knight fue anunciado como el nuevo director. En noviembre, Wahlberg regresó al reparto del filme, esta vez como el personaje de Victor Sullivan. En diciembre, Knight abandonó el proyecto por conflictos de agenda con Holland, por lo que el lanzamiento del filme fue nuevamente aplazado.
En febrero de 2020, Ruben Fleischer confirmó que sería el director del filme, el cual ahora sería lanzado el 5 de marzo de 2021. Asimismo, fue revelado que la película sería una precuela a los videojuegos, narrando los orígenes de Nathan Drake y Victor Sullivan, tomando como inspiración los eventos ocurridos en Uncharted 4: A Thief's End. Al mes siguiente, Antonio Banderas, Sophia Taylor Ali y Tati Gabrielle se incorporaron al elenco y el guion estaba siendo escrito por Art Marcum y Matt Holloway.

### Rodaje
El rodaje del filme dio inicio el 16 de marzo de 2020 en varias locaciones de Berlín (Alemania). Sin embargo, la producción debió ser detenida temporalmente poco después a causa de la pandemia de COVID-19. La filmación inició nuevamente el 15 de julio de 2020 en España. Casi un mes después, el 10 de agosto, Antonio Banderas se retiró temporalmente del rodaje tras haber dado positivo al COVID-19, pero se reincorporó el 26 de ese mismo mes luego de haberse recuperado. El 16 de septiembre, el rodaje regresó a Berlín. El 8 de octubre, se trasladó otra vez a España para filmar varias escenas en las playas de Barcelona, Jávea y Valencia. El rodaje culminó oficialmente el 29 de noviembre de 2020.

## Estreno
Uncharted fue estrenado el 11 de febrero de 2022 bajo la distribución de Sony Pictures Releasing. Originalmente iba a ser lanzado el 10 de junio de 2016, más tarde siendo aplazado al 30 de junio de 2017. Posteriormente sería retrasado al 18 de diciembre de 2020 y luego al 5 de marzo de 2021, a causa del retiro de Travis Knight como director. Debido a la pandemia de COVID-19, su lanzamiento se cambió al 16 de julio de 2021, fecha en la que originalmente sería lanzada la secuela de Spider-Man: Far from Home (2019), otra producción protagonizada por Tom Holland. Sin embargo, debido al resurgimiento de los casos, el lanzamiento se aplazó nuevamente, esta vez al 11 de febrero de 2022.

## Recepción

### Taquilla
Desde de febrero de 2022, Uncharted recaudó $51,3 millones en Estados Unidos y Canadá, y $88 millones en otros territorios, para un total mundial de $139 millones. En los Estados Unidos y Canadá, Uncharted se estrenó junto con Dog y The Cursed, y se proyectó que recaudaría $ 25-35 millones en 4275 salas de cine en su primer fin de semana (así como $ 30-40 millones incluyendo el feriado del Día de los Presidentes). La película ganó aproximadamente $ 15,4 millones en su primer día, incluidos $ 3,7 millones de los avances del jueves por la noche. Su apertura superó las proyecciones, recaudando $44 millones en tres días y $51,3 millones en cuatro días. Fue la apertura más grande del año hasta el momento, a partir del 21 de febrero de 2022.
Fuera de Estados Unidos y Canadá, la película recaudó 21,5 millones de dólares en su primer fin de semana en 15 mercados internacionales (una semana antes de su estreno en Norteamérica). Abrió en primer lugar en la taquilla en todos sus mercados, incluido el Reino Unido ($ 6,4 millones), Rusia ($ 4,5 millones) y España ($ 3,5 millones). Se informó que la apertura internacional bruta de la película estaba por delante de los debuts de Black Widow, Shang-Chi y la leyenda de los Diez Anillos y Eternals de Marvel Studios. En su segundo fin de semana internacional (el mismo fin de semana que se estrenó en América del Norte), la película recaudó otros 55,4 millones de dólares en 62 territorios de ultramar, lo que elevó su recaudación mundial a 139 millones de dólares hasta entonces. Al 20 de febrero de 2022, los mercados internacionales más grandes de la película incluyen el Reino Unido ($16,4 millones), Francia ($6,3 millones), Australia ($4 millones), Alemania ($3,4 millones), Italia ($3,1 millones) y Corea del Sur ($3 millones).

### Respuesta crítica
En el sitio web de reseñas Rotten Tomatoes, el 40% de las 191 reseñas de los críticos son positivas, con una calificación promedio de 5.2/10. El consenso del sitio web dice: "Con un elenco prometedor pero con un título engañoso, Uncharted extrae su material fuente más vendido para producir un eco decepcionante de películas de aventuras superiores". Metacritic, que utiliza un promedio ponderado, asignó a la película una puntuación de 47 sobre 100 según 41 críticos, lo que indica "críticas mixtas o promedio". El público encuestado por CinemaScore le dio a la película una calificación promedio de "B+" en una escala de A+ a F, mientras que los de PostTrak le dieron una puntuación positiva del 79%, y el 61% dijo que definitivamente la recomendaría.
Owen Gleiberman, de Variety, consideró que la película era "perceptible [aunque] al estilo de 'Raiders of the Lost National Treasure of the Fast & Furious Caribbean'". Jeffrey Vega, de IGN, dijo que la película "no se arriesga, pero es principalmente aventura divertida y efectiva con un Tom Holland especialmente encantador", dándole un 7 sobre 10. Al comentar para TheWrap, Todd Gilchrist elogió la actuación de Tom Holland como Nathan Drake citando un "carisma innegable y una sinceridad en la pantalla que lo hace incansablemente agradable. Peter Bradshaw de The Guardian describió la película como "Un holograma de película eficiente y sin alma" y le otorgó 2 de 5. Clarisse Loughrey de The Independent también le dio a la película 2 de 5 criticando el reparto y la escritura: "Hay mucho, de hecho, a Uncharted que se siente desordenado o subestimado". Escribiendo para Empire, Nick de Semlyen criticó el diálogo entre Holland y Wahlberg y llamó a Banderas "un villano incoloro". Críticas similares se observaron en la reseña de Marshall Shaffer para The Playlist, quien escribió "cada línea se siente como si tuviera que pasar por una votación del comité corporativo" ya que "carece de personajes bien definidos" y le dio la película un C. Robert Kojder de Polygon criticó la falta de química entre Wahlberg y Holland y afirmó el la historia se sintió "fragmentada" y el diálogo fue "forzado", lo que hizo que la película "careciera de riesgos, peligros genuinos o aventuras llenas de adrenalina". También criticó la edición, calificándola de "entrecortada". Adam Rosenberg de Mashable dijo que la película tiene " entretenimiento momentos emocionantes y visualmente deslumbrantes" con los "momentos de héroe de acción" de Holland, un "guiño a las acrobacias bufonescas de Jackie Chan", pero dijo que la historia y el desarrollo del personaje "se sacrifican en el altar [por] un viaje en montaña rusa". Escribiendo para York Times, Manohla Dargis criticó el guion y dijo que Uncharted es "una amalgama de clichés más allá de su fecha de caducidad", pero elogió la actuación de Holland.
Dando a la película una C-, David Ehrlich de IndieWire también creía que la acción y la escritura de la película eran un paso hacia abajo de la serie de videojuegos y decía: "Tal vez el enfoque de Walmart de la película para su acción hubiera sido más perdonable si los juegos no fueran Con tanta frecuencia impregnado de estilo Spielbergiano, al igual que los personajes arquetípicos de la película podrían haber sido menos decepcionantes si los juegos no hubieran logrado establecer 10 veces el patetismo con ninguno de la misma carne y sangre". Escribiendo para The Globe and Mail, Barry Hertz estuvo de acuerdo, afirmando que "Fleischer y sus muchos escritores entregaron un asalto serio de tedio bajo la parte superior", y concluyeron que la película tiene un "desdén extraño y absoluto por su audiencia". Danny Leigh de Financial Times dijo que la película "se siente tensa, sin alegría, incluso cuando habla de viejos favoritos muy queridos" como Raiders of the Lost Ark (1981) y Jackie Chan's Police Story. Germain Lussier de Gizmodo escribió que las transiciones de la película entre secuencias de acción y escenas emocionales se sintieron "apuradas" y la trama de la película "se desarrolla demasiado convenientemente". También señaló que "[si bien] no te odiarás a ti mismo por verla", la película se siente "unida con la esperanza de que una marca lo unirá todo". Escribiendo para Engadget, Devindra Hardawar dijo que Uncharted es "otra [película] de acción ingrávida donde nuestros héroes bromean, desafían la física y nunca sienten que están en un peligro real", y lo calificó como "agresivamente promedio". En una reseña para Ars Technica, Sam Machkovech criticó el guion y las secuencias de acción, describiéndolas como "como una interpretación de Bourne de una clase de cine de secundaria" y etiquetó a los personajes y la química entre Wahlberg y Holland como "superficiales". Machkovech también escribió la película "[funciones] sobre lógica rota [y] absurdo", y concluyó que no logra replicar la "magia alegre, cómica y llena de acción" de los juegos. Por el contrario, Brian Lowry de CNN elogió las secuencias de acción, pero criticó el diálogo como "juvenil" y dijo que "los aspectos cerebrales [entre la acción] son tediosos".